# Патрік Гед
Сер Патрік Гед (англ. Sir Patrick Head; 5 червня 1946, Фарнборо, Англія, Велика Британія) — співзасновник та технічний директор команди Формули 1 WilliamsF1. Він залишається незмінним технічним директором команди з 1977 року і під його керівництвом була впроваджена велика кількість новаторських конструкторських ідей. Один з найвидатніших конструкторів в автоспорті. До травня 2004 року він самостійно контролював розробку шасі для Williams, а після цього передав посаду технічного директора Сему Майклу. У березні 2019 року повернувся у Williams в якості консультанта. Відомий тим, що дуже відвертий зі працівниками та пресою.

## Біографія

### Початок кар'єри
Патрік народився у сім'ї автогонщика. Його батько брав учать у змаганнях у 1950-х на автомобілях Jaguar. Гед навчався в приватному коледжі. Після закінчення навчання пішов служити у Королівський військово-морський флот Великої Британії. Та згодом зрозумівши, що кар'єра військового йому не відходить він її залишає і йде навчатися в Університет Бірмінгему, а потім в Університет Борнмута. Закінчив Лондонський університет за фахом інженер-механік. Після закінчення навчання пішов працювати на завод Lola, де вироблялись гоночні шасі. В той період він знайомиться з Френком Вільямсом.
У 1976 році Френк вирішує заснувати нову гоночну команду і запрошує Патріка взяти участь у проекті. 8 лютого 1977 року заснована компанія Williams Grand Prix Engineering, в якій 30 % акцій отримує Партік Гед, а 70 % — Френк Вільямс. Так Патрік Гед потрапляє до Формули 1.

## Формула 1

### 1970-ті
У 1977 році команда ще використовує клієнтське шасі Марч, проте за підтримки Saudi Airlines у 1978 році команда вже використовувала перше власне шасі FW06 розроблене Гедом. Незважаючи на проблеми з фінансуванням Гед зміг побудувати достойне шасі. У сезоні 1978 року команда змогла заробити 11 залікових балів та посіла 9 місце у Кубку конструкторів. На четвертому етапі сезону 1979 року Алан Джонс здобув перший подіум для команди. Того ж року на Гран-прі Великої Британії шасі, розроблене Партіком Гедом виграє всій перший Гран-прі. Команда відсвяткувала ще 4 перемоги у 1979 році.

### 1980-ті
У 1980 році команда виборола свій перший титул у Кубку конструкторів, а Алан Джонс став Чемпіоном світу. У 1980-х роках під головуванням Патріка Геда було розроблено декілька революційних ідей, таких як шестиколісний болід (1982 рік), безступерева (варіаторна) трансмісія, яка замінила секвентальну трансмісію. Проте, варіатор був швидко заборонений, під натиском інші команди, які боялися, що не зможуть конкурувати з WilliamsF1. У 1986 та 1987 роках команда знову виграє Кубок конструкторів, а Патрік Гед крім ролі технічного директора виконує роль голови команди під час лікування Френка Вільямса після важкої аварії.

### 1990-ті
1990-ті роки пройшли майже під повним домінуванням шасі розробленим під керівництвом Патріка Геда. 1990 року він наймає молодого конструктора команди Leyton House Едріана Ньюї. Два технічні спеціалісти швидко сформували видатний тандем. У період з 1991 по 1997 роки шасі розроблені ними виграли 5 Кубків конструкторів, 4 Чемпіонських титули у заліку пілотів, 59 гонок.
Проте Едріан Ньюї хотів стати технічним директором, а Патрік Гед був проти цього, тому у 1996 році Ньюї переходить до команди McLaren.

### 2000-ні
Після того, як Едріан Ньюї покинув Williams, команда продовжувала періодично вигравати, проте майже не боролась за титули. У 2004 році Патрік Гед був назначеним директором по інженерних питаннях, а на його позиції технічного директора був назначений Сем Майкл. Це фактично означало, що Френк Вільямс більше не бачить змоги досягти високих результатів з Патріком Гедом у ролі технічного директора.

## Заслуги
Під керівництвом Патріка Геда починали такі видатні конструктори, як — Ніл Оутлі, Росс Браун, Френк Дерні, Джеф Вілліс, Едріан Ньюї.